# Henry Frayne
Henry Max Frayne (* 14. April 1990 in Adelaide) ist ein australischer Leichtathlet. Seine Disziplinen sind der Dreisprung und der Weitsprung.

## Leben
Henry Frayne ist der Neffe des australischen 200- und 400-Meter-Meisters sowie Olympiateilnehmers Bruce Frayne. Der Vater von Henry Frayne, Geoff Frayne, war Teilnehmer an australischen Meisterschaften im Drei- und Weitsprung. Henry Frayne wohnte in Adelaide, bis er 16 Jahre alt war, und zog dann nach Melbourne, weil es dort bessere Leichtathletik-Trainingsmöglichkeiten gab.
Henry Frayne trainiert seit 2009 im QAS Jumps Centre in Brisbane. Sein früherer Trainer war Wassili Grischtschenkow, in Brisbane wird er von Gary Bourne trainiert. Gary Bourne war ebenfalls der Trainer des australischen Rekordhalters im Weitsprung Mitchell Watt. Der Verein von Henry Frayne ist der Old Melbournians Athletic Club.
2012 schloss er sein Studium an der Deakin University mit einem Bachelor of Commerce ab, anschließend studierte er Rechtswissenschaft an der University of Queensland.

## Sportliche Laufbahn
Außer in der Leichtathletik war Henry Frayne im Australian Football aktiv und brachte es dort bis zu Einsätzen für Juniorenauswahlmannschaften von South Australia.
Erste internationale Erfahrungen in der Leichtathletik sammelte Frayne bei den Jugendweltmeisterschaften 2007 in Ostrava, bei denen er mit 14,85 m im Dreisprung in der Qualifikation ausschied. 2008 gelangte er bei den Juniorenweltmeisterschaften in Bydgoszcz im Dreisprung ins Finale und wurde dort mit 16,29 m Fünfter. Bei der Sommer-Universiade 2009 in Belgrad belegte er mit 16,11 m Platz zwölf; in der Qualifikation dort hatte er mit 16,62 m einen neuen australischen U20-Rekord aufgestellt. 2011 qualifizierte er sich für die Weltmeisterschaften in Daegu und belegte dort mit 16,78 m Rang neun. Sein größter Erfolg im Weitsprung ist die Silbermedaille bei den Hallenweltmeisterschaften in Istanbul mit der gleichen Weite von 8,23 m wie der Sieger Mauro Vinícius da Silva und einem neuen ozeanischen Hallenrekord. Während der Freiluftsaison qualifizierte er sich für die Olympischen Spiele in London, bei denen er im Dreisprung mit 16,40 m in der Qualifikation ausschied und im Weitsprung im Finale mit 7,85 m Platz neun belegte.
2014 nahm er zum ersten Mal an den Commonwealth Games in Glasgow teil und belegte dort im Finale ohne einen gültigen Versuch den letzten Platz. Zwei Jahre später nahm er erneut an den Olympischen Spielen in Rio de Janeiro teil und wurde dort mit 8,07 m im Finale Siebter. 2017 qualifizierte er sich für die Weltmeisterschaften in London, bei denen er mit 7,88 m in der Qualifikation ausschied. Bei den Commonwealth Games 2018 in Gold Coast verbesserte er seine Weitsprungbestweite auf 8,34 m und wurde anschließend mit 8,33 m hinter dem Südafrikaner Luvo Manyonga im Finale Zweiter.
2010 wurde Frayne australischer Meister im Dreisprung.

## Persönliche Bestleistungen
- Weitsprung: 8,34 m (+1,1 m/s), 10. April 2018 in Gold Coast
  - Weitsprung (Halle): 8,23 m, 10. März 2012 in Istanbul
- Dreisprung: 17,23 m (+0,6 m/s), 2. März 2012 in Melbourne